# Hidden Mickey

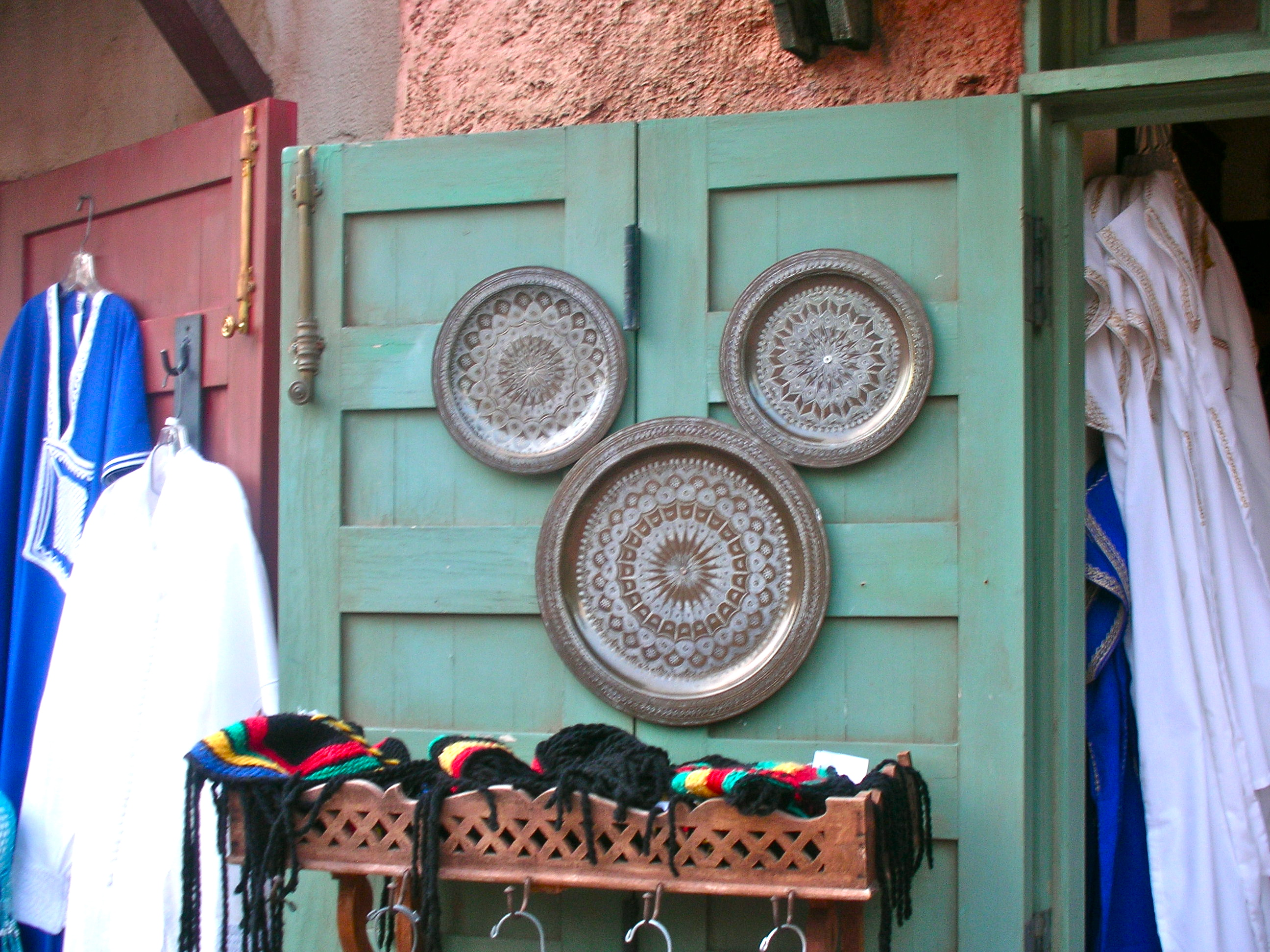
Een Hidden Mickey in het Morocco paviljoen in Epcot.

Een Hidden Mickey is een representatie, easter egg, van het hoofd van Mickey Mouse, die is verwerkt in veel gebouwen, attracties en andere locaties binnen de attractieparken van Disney. Bij de Disney-cruiseschepen zijn ze ook op de schoorstenen te zien. Tevens zijn dergelijke vormen terug te vinden in veel Disneyfilms. Soms alleen als schaduw of silhouet, maar een enkele keer is hij ook helemaal te zien. Sinds mei 2025 is ook een Hidden Mickey te vinden in een attractiepark dat geen eigendom is van Disney. Deze is te vinden in het Nederlandse attractiepark Drievliet in Rijswijk, bij de attractie Formule X. Deze is gemaakt met autobanden.
Er is geen lijst over hoeveel Hidden Mickey's er precies bestaan, maar er zijn meer dan 600 gesignaleerd.